# The Last Will and Testament
Albums de Opeth
In Cauda Venenum
(2019)
Singles
1. §1
Sortie : 1er août 2024
2. §3
Sortie : 6 septembre 2024

The Last Will and Testament est le quatorzième album studio du groupe de metal progressif suédois Opeth, sorti le 22 novembre 2024 sous les labels Moderbolaget et Reigning Phoenix. C'est le premier album du groupe avec le batteur Waltteri Väyrynen qui avait remplacé Martin Axenrot en 2022. L'album marque également le retour d'éléments de death metal comme le chant guttural qui avaient disparus des productions du groupe depuis l'album Watershed (2008),.

## Sortie
The Last Will and Testament est annoncé en août 2024 avec la sortie du single et morceau d'ouverture §1. Un second single, §3, est publié en septembre 2024. L'album, initialement prévu le 11 octobre 2024, sort finalement le 22 novembre 2024.

## Liste des titres
| 1.    | §1                 | 5:56 |
| 2.    | §2                 | 5:33 |
| 3.    | §3                 | 5:10 |
| 4.    | §4                 | 7:00 |
| 5.    | §5                 | 7:29 |
| 6.    | §6                 | 6:03 |
| 7.    | §7                 | 6:30 |
| 8.    | A Story Never Told | 7:11 |
| 50:52 |                    |      |